# 포획 이온 양자컴퓨터
포획 이온 양자컴퓨터는 큰 규모의 양자컴퓨터를 위해 제안된 하나의 접근법이다. 이온이나 대전된 소립자는 전자기장을 이용하여 자유 공간에 갇히고 매달려질 수 있다. 큐비트들은 각 이온의 안정된 전자상태로 저장되며, 양자 정보는 쿨롱 힘을 통해 상호작용하는 공유된 덫 안의 이온들의 집단적 양자화된 운동을 통해 운반될 수 있다. 레이저는 큐비트 상태(단일 큐비트 연산을 위한)간이나 내부적 큐비트 상태와 외부적 운동 상태(큐비트간의 얽힘을 위한) 사이의 커플링(coupling)을 유도하기 위해 적용된다.
양자컴퓨터의 근본적 연산은 포획 이온 시스템의 현존 최고의 정확성으로써 경험적으로 시연된다. 시스템을 임의의 많은 수의 큐비트들로 확장하는 개발의 유망한 계획들은 이온을 이온 덫의 배열 안의 공간적으로 구별되는 위치들에 운반하는 것과 멀리 떨어져 얽혀 있는 이온 체인의 광자적으로 연결된 네트워크를 통해 거대한 얽힌 상태를 구축하는 것, 그리고 이 두 아이디어의 결합을 포함한다. 이것에 의해 포획 이온 양자컴퓨터 시스템은 확장성과 보편성이 있는 양자컴퓨터를 위한 구조 중 가장 유망한 축에 들게 된다. 2018년 4월 기준으로, 20개의 포획된 이온들이 가장 많은 수의 입자가 제어 가능하게 얽힌 것이다.

## 파울(Paul) 이온 덫

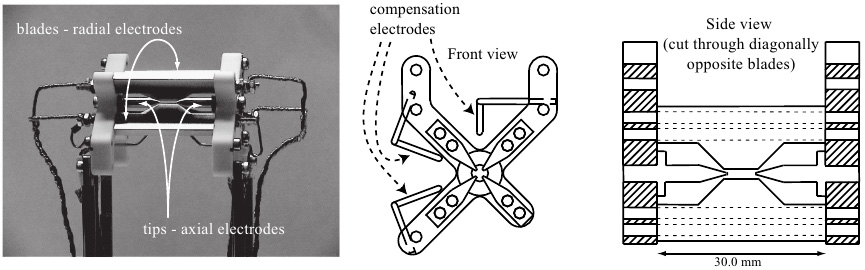
고전적 직선형 파울 덫 - 일련의 칼슘 이온을 위한 인스부르크에서

포획된 이온 양자컴퓨팅 연구에서 현재 사용되는 전기역학적 이온 덫은 1950년대에 볼프강 파울 (Wolfgang Paul, 1989년 노벨상 수상)이 발명하였다. 언쇼의 정리(Earnshaw's theorem) 때문에 대전입자는 정전기력만에 의해서는 3차원 공간에 포획될 수 없다. 대신 무선주파수(RF)에서 진동하는 전기장이 적용되며 RF에서 회전하는 안장 형태의 퍼텐셜을 형성한다. RF장이 알맞은 파라미터(진동의 주파수와 장의 강도)를 가지면, 대전입자는 복원력에 의한 안장점에서 일련의 매튜 방정식에 의해 기술되는 운동을 하며 효율적으로 포획된다.
이 안장점은 퍼텐셜 장 안에 있는 이온들의 에너지 규모 {\displaystyle \left\vert E({\vec {x}})\right\vert }가 최소가 되는 지점이다. 파울 덫은 종종 이온을 보편성의 소실 없이 {\displaystyle {\widehat {x}}}와 {\displaystyle {\widehat {y}}}를 취하는 2차원 공간에서 포획하며 {\displaystyle {\widehat {z}}}방향의 이온은 포획하지 않는 조화 퍼텐셜 우물로 표현된다. 다중의 이온이 안장점에 있고 계가 평형상태에 있을 때, 이온들은 오직 {\displaystyle {\widehat {z}}}에서만 움직임이 자유롭다. 따라서 이온들은 서로 반발할 것이며, 오직 약간의 이온들의 직선 외가닥이 되는 가장 단순한 경우인, {\displaystyle {\widehat {z}}}에서의 수직적 구성을 만들어낼 것이다. 많은 이온들이 동일한 덫에서 초기화되면, 복잡성 증가의 쿨롱 상호작용은 더욱 뒤얽힌 이온 구성을 만들 것이다. 더불어 추가된 이온들의 추가적 진동이 초기화와 계산을 더욱 어렵게 만드는 양자 시스템을 상당히 복잡하게 만든다.
일단 포획되면 이온들은 {\displaystyle k_{B}T<<\hbar \omega _{z}}(Lamb Dicke regime 참고)할 정도로 많이 냉각되어야 한다. 이것은 도플러 냉각(Doppler cooling)과 분해된 측파대 냉각(Resolved sideband cooling)의 결합으로써 달성될 수 있다. 이런 매우 낮은 온도에서 이온 덫 내부의 진동 에너지는, 질량 진동 모드의 중심이라고 불리는, 이온 외가닥의 에너지 고유 상태에 의해 음자(phonon)로 양자화된다. 단일 음자의 에너지는 {\displaystyle \hbar \omega _{z}}관계에 의해 주어진다. 이런 양자 상태는 포획된 이온들이 외부로부터 완전히 고립되어 함께 진동할 때 발생한다. 만약 이온들이 완전히 고립되지 않는다면, 임의적인 움직임을 만들어내고 양자화된 에너지 상태를 붕괴시키는 외부의 전자기장과 상호작용하는, 이온들로부터 잡음이 발생할 수 있다.